# Мізерницький Олександр Михайлович

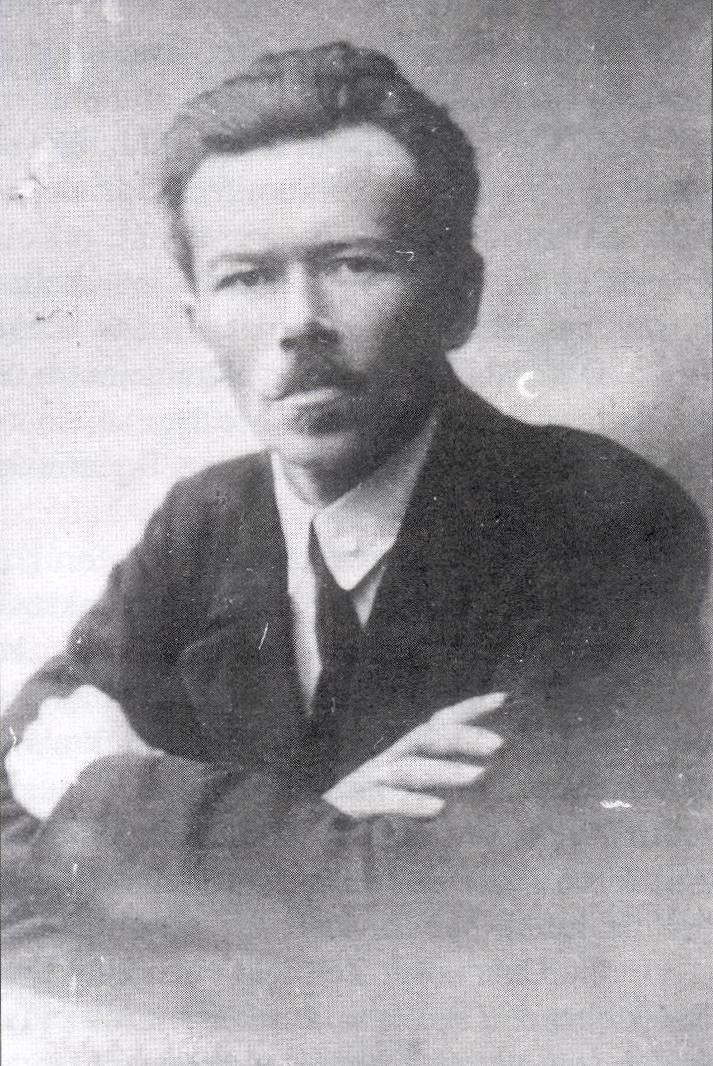
Олександр Михайлович Мізерницький. 1920 р

Мізерницький Олександр Михайлович (1883, м. Луцьк Волинської губернії – ?) – український освітній діяч 1920–30-х років, засновник Полтавської трудової колонії імені М. Горького, прототип персонажу “завгубнаросвіти” першої глави “Педагогічної поеми” А. С. Макаренка.

## Біографія
Народився в місті Луцьку у родині землевласника (за іншими даними — службовця). Навчався на юридичному факультеті Київського Імператорського університету св. Володимира (не закінчив).
З юності брав активну участь в революційній діяльності: з 1902 перебував в лавах Революційної Української партії, за це був засуджений і ув'язнений (1905–1906), але відпущений під заставу, з 1906 року — в Українській партії соціалістів-революціонерів. Деякий час навчався в Томському університету. Потім емігрував (1908—1913), після повернення на батьківщину знов був засуджений (1913), відбував покарання в Харківській і Київській тюрмах.
Між Лютневою і Жовтневою революціями (1917) на виборних адміністративних посадах (голова міської управи міста Радомишля та ін.).
З 1918 року – в Українській комуністичній партії (боротьбистів), з 1920 — в КП(б)У (після злиття з нею частини боротьбистів).
На посаді завідувача Полтавського губернського відділу народної освіти (губнаросвіти) працював приблизно з квітня по грудень 1920.
З часом його служби пов'язані два реорганізаційні заходи, участь у яких брав і Антон Макаренко: перетворення полтавських загальноосвітніх шкіл в єдині трудові школи-семирічки (наказ губнаросвіти від 14.07.1920); відкриття Дитячого Палацу в колишньому будинку губернатора (25.07.1920). Був безпосереднім керівником А. С. Макаренка на посаді завідувача секції дитячих колоній підвідділу соціального виховання Полтавської губнаросвіти, а у вересні 1920 призначив його завідувачем Основного дитячого будинку для морально-дефективних № 7 (у майбутньому – Полтавська трудова колонія імені М. Горького).
У подальшому Мізерницький перебував на посадах керівника регіональних відділів народної освіти в Миколаєві та Вінниці; понад рік (лютий 1923 — весна 1924) заступник голови Головного управління соціального виховання (Головсоцвих) і член Колегії Народного комісаріату освіти УСРР (з червня 1923 також голова інспекторської колегії Головсоцвиху). 5 грудня 1923 року разом з головою Головсоцвиху Л. Р. Менжинською представляв УСРР на нараді народних комісарів освіти союзних і автономних республік з питань дитячої безпритульності. З 29 вересня по 3 жовтня 1923 перебував у Полтаві, брав участь у святкуванні дня народження колонії імені М. Горького, зустрічався з А. С. Макаренком.
З весни 1924 року — завідувач Київської губнаросвіти і головний редактор республіканського педагогічного часопису «Радянська освіта» (з квітня 1924). Прикладав значних зусиль щодо переводу А. С. Макаренка до Києва. З жовтня 1924 року — голова ЦК Профспілки працівників освіти УСРР і редактор його головного органу – газети «Народній учитель».
З квітня 1928 року — заступник народного комісару праці УСРР і член колегії Наркомпраці, у 1929 році — заступник голови Центральної комісії по боротьбі з безробіттям УСРР, завідувач Української контори Центральної інспекції праці, з грудня 1929 очолював відділ ринку праці.
У кінці 1920-х років належав до літературного об'єднання «Техно-мистецька група А».
На початку 1930 року в ході «партійної чистки» виключений із КП(б)У. У подальшому: директор Любомирського радгоспу Українського молочно-масляного тресту (1931–1932), директор Харківського зоотехнічного інституту в м. Деркачі Харківської обл. (1932 – прибл. 1933).
Пізніше був репресований, прибл. з 1934 до принаймні 1947 перебував на засланні в Кузбасі. Подальша доля невідома.

## Праці
- Мізерницький О. Ганнуся (з альбому минулого) — Червоний шлях. – 1926. – № 7/8 і № 9.
- Мізерницький О. Дітей б’ють — Народній учитель. – 1928. – № 3.